# Kalles kaviar

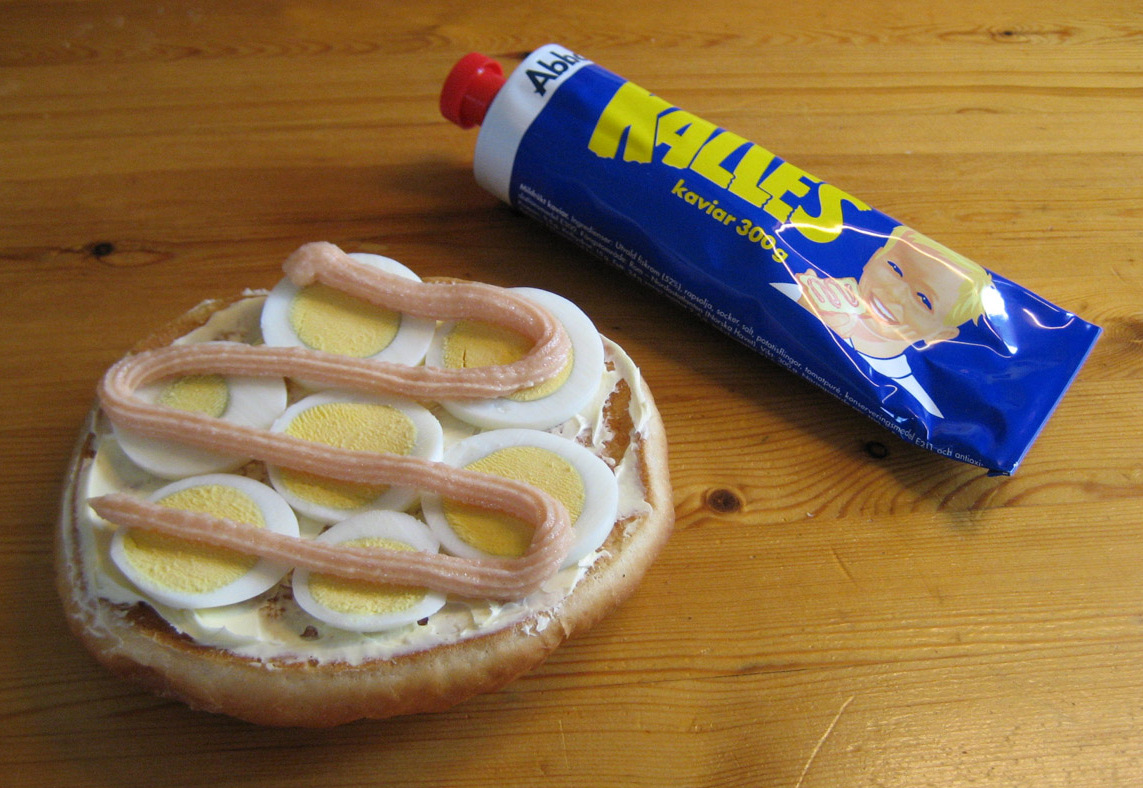
En smörgås med pålägg av kokta ägg och Kalles kaviar.

Kalles kaviar, sedan 2015 marknadsförd som bara Kalles, i Finland även Kalles romkräm, är ett svenskt varumärke för pålägg på tub av typen smörgåskaviar, i originalvarianten tillverkat av rökt torskrom, socker, salt, potatisflingor och tomatpuré. Det lanserades av Aktiebolaget Bröderne Ameln, så småningom Abba Seafood, under 1950-talet. Sedan 2014 är Abba Seafood och därmed även Kalles en del av Orkla Foods Sverige.
Lanseringsår anges av företaget självt till 1954, men det finns annonser och andra artiklar som nämner Kalles kaviar redan från 1950. Senare har produkten även utkommit i andra smakvarianter, och andra tillverkare säljer liknande produkter. I början av 2022 lanserades Kalles Vegan, en vegansk variant gjord på tångkaviar, socker, salt, potatisflingor, vegetabilisk olja (delvis rökt) och tomatpuré.
Kalles är främst populär i Sverige, Finland och Norge. Den säljs även i andra länder, bland annat av Ikea.

## Historia
Saltad torskrom blev populär i Sverige på 1850-talet. På 1910-talet lanserades en mildare variant, genom att man blandade den saltade torskromen med olja. Mat förpackad i metalltub lanserades i sin tur under mellankrigstiden. I november 1936 gjorde Konsum reklam för rökt kaviar i olja på tub i flera av Sveriges dagstidingar och 1946 gjorde Abba reklam för sin egen rökta kaviar på tub.
Enligt Abba köptes receptet på det som kom att kallas för Kalles kaviar från en gårdfarihandlare 1950. Reklammannen Claes Mörner föreslog att tuben borde få en bild på en blond och blåögd kille med ett vanligt pojknamn och valet föll på VD:n Christian Amelns egen son Carl Ameln, och ett fotografi taget av hans mor, ur familjens fotoalbum. Ett tecknat porträtt utifrån fotografiet, där pojken har en kaviarsmörgås i handen förekom den 17 november 1950 i en reklam för "Kalles kaviar" i Svenska Dagbladet och Dagens Nyheter. Produkten blev en succé och företaget sålde över en miljon tuber redan första året.[källa behövs]
"Kaviar" i produktnamnet har varit omtvistat eftersom det kan förväxlas med andra typer, som rysk kaviar och motsvarande. Originalprodukten hette länge Kalles kaviar i Sverige, men en bit in på 2000-talet ändrades produktnamnet formellt till Kalles, även om Kalles kaviar fortfarande förekommer i vardagligt tal. I Finland kallas den Kalles romkräm sedan tidigare.